# أسطول بولا
أسطول بولا عبارة عن تشكيل للبحرية الإمبراطورية الألمانية (IGN) تم إنشاؤها لحملة غواصات البحر الابيض المتوسط ضد الحلفاء في منطقة البحر الأبيض المتوسط خلال الحرب العالمية الأولى لدعم حليف ألمانيا، الإمبراطورية النمساوية المجرية. على الرغم من اسمها الرسمي، إلا أنها تعمل أساسًا من قاعدة متقدمة في كاتارو في البحر الأدرياتيكي.